# L'Armée du salut (roman)
Pour les articles homonymes, voir Armée du salut (homonymie).
Pour les articles homonymes, voir L'Armée du salut.
L'Armée du salut est un roman écrit par Abdellah Taïa et paru en 2006.

## Résumé
Le roman a pour thème la jeunesse de l'auteur et son éveil sexuel, à travers deux histoires en parallèle. L'une raconte les souvenirs d'enfance et d'adolescence de l'auteur au Maroc, construits autour de l'importance de son frère aîné. L'autre traite de sa liaison avec un universitaire suisse alors qu'il est étudiant et son arrivée à Genève.

## Adaptation au cinéma
- 2013 : L'Armée du salut, film franco-suisso-marocain réalisé par Abdellah Taïa. Le film est présenté en première mondiale à la Mostra de Venise 2013 et quatre jours plus tard, le 7 septembre 2013 au Festival international du film de Toronto 2013). En France, le film sort en salles le 7 mai 2014.